# Neut (familie)
Neut was een familie die verschillende journalisten en publicisten voortbracht, sommigen werkzaam in de Belgische katholieke journalistiek, anderen als geestelijken in katholieke tijdschriften.

## Ouders
Jan-Baptist Neut (1769-1861), geboren in Herzele (Noord-Frankrijk), was bakker. Zijn vrouw, Angelique de Boulogne (1777-1865), was geboren in Halewijn bij Menen.
In 1809 woonde het echtpaar in Oekene, het jaar waarin hun zoon Jan-Xaveer, die priester werd, werd geboren. Het gezin verhuisde vervolgens naar Moorsele.

## Jan-Xaveer Neut
Jan-Xaveer Neut (1809-1887) studeerde aan het Klein Seminarie van Roeselare en werd in 1832 in Gent tot priester gewijd. Hij werd coadjutor in Meilegem (1833), onderpastoor in Paulatem en Waasmunster (1834-1835). In december 1835 werd hij onderpastoor in Tielt.
Hij was een van de stichters in 1841 van de Gazette van Tielt  en was er een van de medewerkers van. Samen met de Tieltse pastoor-deken Johannes Darras zette hij zich in de hongerjaren 1847-1850 in voor het lenigen van de noden bij de arme bevolking.
In 1854 werd Neut pastoor van Moerkerke en in 1856 van Ardooie. Hij overleed in 1887 in Ardooie, waar ook zijn beide ouders stierven.

## Amand Neut
Edouard Amand Neut (Moorsele, 1812 - Gent, 1884) werd geboren in Moorsele bij Kortrijk. Hij was een Belgisch katholiek publicist en politicus. Hij is vooral bekend als krantenuitgever en als auteur van enkele antimaçonnieke boeken.
Amand Neut begon in 1829 als journalist bij de Gentse krant Catholique des Pays-Bas (Journal des Flandres vanaf 1831). In 1835 stapte hij over naar de pas opgerichte Constitutionnel des Flandres. Deze krant was maar weinig succesvol, totdat Neut haar in 1839 opkocht en er L'organe des Flandres van maakte.  In datzelfde jaar nam hij ook Den Vlaming over. Onder impuls van Neut fusioneerde deze katholieke krant in 1856 met Het Vaderland tot Het Vlaamsche Land. Neut was eveneens rechtstreeks betrokken bij de stichting of overname van andere kranten en dagbladen uit Oost- en West-Vlaanderen zoals Les Nouvelles du Jour, Gazette  van Vlaenderen en Braband, de Standaerd van Vlaenderen, Le Conservateur en vooral La Patrie.
Neut beschikte over uitstekende relaties met zowel katholieke politici als met de bisschoppen, vooral dan met de bisschop van Brugge Jean-Baptiste Malou.
Onder impuls van de liberaal-katholiek Edouard Ducpétiaux werd er in 1863 in Mechelen een groot katholiek congres georganiseerd met de bedoeling het Belgisch katholicisme te mobiliseren tegen het liberalisme. Een tweede bijeenkomst volgde in 1864. Neut had als een van de secretarissen de concrete organisatie van de congressen mogelijk gemaakt. Tijdens de derde editie in 1867 liet Neut met succes een motie goedkeuren die opriep tot algemene acties tegen de vrijmetselarij. Concrete maatregelen werden echter niet voorgesteld, en de motie bleef bijgevolg zonder gevolg.
In navolging van deze drie Katholieke Congressen werd in 1868 de Bond van Katholieke Kringen opgericht met Charles Woeste als voorzitter en Neut zelf als algemeen secretaris, een functie die hij de rest van zijn leven zou vervullen.
Na de afkondiging van Quanta cura en de bijeenroeping van het Eerste Vaticaans Concilie geraakte in België het liberaal-katholicisme als politieke stroming gemarginaliseerd. Neut zou vanaf de jaren 1870 niet langer op de voorgrond treden.
Van 1880 tot zijn overlijden was hij Oost-Vlaams provincieraadslid. Als journalist stond hij bekend om zijn polemieken en zijn strijdvaardige artikels. Hij was liberaal-katholiek van signatuur. Van zijn kinderen zette zijn zoon Edouard Amand (Gent, 1843 - Brugge, 1922) zijn werk als publicist verder. Drie van zijn zoons traden toe tot de jezuïetenorde en werden missionaris:
- Edmond Charles Neut (1841-1895) trok in 1865 naar Brits Indië en in 1893 naar Ceylon (Sri Lanka). Hij stichtte onmiddellijk een katholiek blad The Indo-European Correspondence, die een gezaghebbende krant werd.
- Alfred Neut (1845-1921) trok eveneens naar Brits Indië en werd hoofdredacteur van de Catholic Herald.
- Théodule Neut (1858-1913) was eveneens missionaris, maar bezweek in Napels tijdens een tyfusepidemie.

## Antimaçonniek auteur
Amand Neut publiceerde tussen 1865 en 1870 enkele opmerkelijke boeken tegen de vrijmetselarij: 
- La bienfaisance maçonnique (1865)
- La franc-maçonnerie soumise à la publicité à l’aide des documents authentiques (1865)
- La franc-maçonnerie soumise au grand jour de la publicité, à l’aide des documents authentiques (1866)
- Cinq lettres sur la franc-maçonnerie (betwist) (1866)
- Een bezoek aan de francs-maçons-logien (1867)
- Attentats de la franc-maçonnerie à l’ordre social (1868)
- De franc-maçons-winkel (1869)
- De la nécessité d’étudier la franc-maçonnerie (1870)

Hierin was de algemene stelling dat er in België een complot van vrijmetselarij en liberalisme tegen het katholicisme en de Belgische Grondwet bestond. Neut onderbouwde zijn stellingen door interne documenten uit de loges zoals verslagen, reglementen en brieven zonder commentaren in zijn boeken op te nemen. 
Hij liet zich hierbij vooral inspireren door Eduard Emil Eckert en Alexandre de Saint-Albin.

## Edouard Neut
Edouard Amand Neut (Gent, 1843 - Brugge, 1922), zoon van Amand, trouwde in Brugge met Marie Janssens (°1845). Hij nam het persbedrijf van zijn vader over.
De bladen die hij leidde bleven zich richten tot de katholieke opinie. Hij voerde hevige polemieken en schreef scherpe kiespamfletten.
Toen hij stierf, kort na de Eerste Wereldoorlog, was een nieuwe tijd aangebroken, en zijn persimperium viel stilaan uiteen en verdween. Hij had trouwens La Patrie in 1909 al overgelaten aan Gustave Stock.
In 1886 was Edouard Neut een van de mede-oprichters van de Algemene Verereniging van Belgische Beroepsjournalisten (AVBB), in het kort: de Persbond. De vereniging richtte een "Comité Général Provisoire" op met als opdracht statuten te schrijven. Edouard Neut maakte deel uit van dit comité. De opgestelde statuten waren vooruitstrevend voor hun tijd. Zo werd o.m. gestipuleerd dat er een apart pensioenfonds voor journalisten zou worden opgericht, hetgeen jaren later inderdaad gebeurde. Er werden ook regels bepaald om betere contacten met de diverse overheden te realiseren.

## Edouard Neut o.s.b.
Edouard Neut had een zoon, Antoine Neut (Brugge, 5 augustus 1890 - 2 september 1975) die onder de naam dom Edouard in 1913 intrad bij de benedictijnen van de Sint-Andriesabdij. Tijdens de Eerste Wereldoorlog was hij brancardier. In 1920 werd hij tot priester gewijd. In de abdij nam hij de leiding van het tijdschrift Bulletin des Missions, ter ondersteuning van het missionair apostolaat, meer bepaald van de missiologische ideeën van de Chinamissionaris Vincent Lebbe. Hij  werd ook secretaris voor de Chinese oud-minister van Buitenlandse zaken, dom Lou Tseng-Tsiang, die monnik werd in de Sint-Andriesabdij.
Neut schreef La personne de Charles de Coster et son oeuvre 'Ulenspiegel' (1961) en dit was aanleiding voor een blijvende vriendschap met de socialistische staatsman en Uilenspiegelkenner Kamiel Huysmans, die het jaar voordien Le roman d'Ulenspiegel et le roman de Charles de Coster gepubliceerd had.